# Divizia C 1969-1970
Divizia C 1969-1970 a fost al 14-lea sezon al ligii de nivelul al treilea din sistemul ligii de fotbal din România.

## Formatul
S-a menținut formatul de 8 serii, fiecare dintre ele având 16 echipe. La finalul sezonului, câștigătorii seriilor au jucat un play-off de promovare, la finalul căruia locul unu și doi din fiecare grupă au promovat în Divizia B și ultimele două locuri din toate seriile au retrogradat în Campionatul județean/Divizia D.

## Schimbări de echipă
| Retrogradat din Divizia B - CFR Pașcani - Medicina Cluj - Electronica Obor București - IS Câmpia Turzii Promovat din County Championship - Minerul Comănești - Constructorul Piatra Neamț - Dunărea Brăila - Locomotiva Adjud - Laromet București - ICAB Arcuda - Metalul Colibași - Petrolul Târgoviște - CFR Caransebeș - Electromotor Timișoara - Unirea Orșova - Independența Sibiu - Minerul Teliuc - Viitorul Gheorgheni - Foresta Năsăud - Chimistul Baia Mare | Promovat în Divizia B - Metalul Târgoviște - Olimpia Satu Mare - Știința Bacău - Minerul Anina Retrogradat la County Championship - Cimentul Bicaz - Unirea Negrești - Chimia Mărășești - Gloria Tecuci - Ideal Cernavodă - Aurora Urziceni - Minerul Câmpulung - CIL Râmnicu Vâlcea - Autorapid Craiova - Șoimii Timișoara - Progresul Sibiu - Mureșul Luduș - Minerul Baia Sprie - Voința Târnăveni - CFR Sighișoara |

### Echipe redenumite
Metalul Brăila a fost redenumit Metalurgistul Brăila.
Flamura Roșie Tecuci a fost redenumită Muncitorul Tecuci.
TUG București a fost redenumit Sportul Muncitoresc București.
Metalul Colibași a fost redenumit Dacia Pitești.
Muscelul Câmpulung a fost redenumit Unirea Câmpulung.
Voința Lugoj a fost redenumită Vulturii Textila Lugoj.
Energia Turnu Severin a fost redenumită Energetica Turnu Severin.
Aurul Zlatna a fost redenumit Minaur Zlatna.
Dinamo Oradea a fost mutat din Oradea în Zalău și redenumit ca Dinamo Zalău.

### Alte echipe
Medicina Cluj s-a retras din Divizia C înainte de începerea sezonului, în locul lor a fost promovat Dermata Cluj-Napoca.
Unirea Oradea s-a retras din Divizia C înainte de începerea sezonului, în locul lor Bradul Vișeu de Sus a fost scutit de retrogradare.

## League tables

### Seria I
| Loc | Echipa                         | MJ | V  | E | Î  | GM | GP | DG  | Pct | Promovare sau retrogradare           |
| --- | ------------------------------ | -- | -- | - | -- | -- | -- | --- | --- | ------------------------------------ |
| 1   | CFR Pașcani (C)                | 28 | 18 | 4 | 6  | 65 | 25 | +40 | 40  | Calificarea în promotion play-off    |
| 2   | Nicolina Iași                  | 28 | 16 | 6 | 6  | 69 | 29 | +40 | 38  |                                      |
| 3   | Textila Botoșani               | 28 | 15 | 4 | 9  | 45 | 31 | +14 | 34  |                                      |
| 4   | Victoria Roman                 | 28 | 14 | 5 | 9  | 60 | 31 | +29 | 33  |                                      |
| 5   | Foresta Fălticeni              | 28 | 13 | 4 | 11 | 42 | 36 | +6  | 30  |                                      |
| 6   | Minobrad Vatra Dornei          | 28 | 12 | 6 | 10 | 29 | 36 | −7  | 30  |                                      |
| 7   | Petrolul Moinești              | 28 | 10 | 9 | 9  | 45 | 34 | +11 | 29  |                                      |
| 8   | Minerul Comănești              | 28 | 11 | 5 | 12 | 36 | 44 | −8  | 27  |                                      |
| 9   | Fulgerul Dorohoi               | 28 | 12 | 1 | 15 | 45 | 74 | −29 | 25  |                                      |
| 10  | Letea Bacău                    | 28 | 11 | 2 | 15 | 41 | 40 | +1  | 24  |                                      |
| 11  | Textila Buhuși                 | 28 | 11 | 2 | 15 | 46 | 46 | 0   | 24  |                                      |
| 12  | Minerul Gura Humorului         | 28 | 10 | 3 | 15 | 41 | 47 | −6  | 23  |                                      |
| 13  | Rarăul Câmpulung Moldovenesc   | 28 | 9  | 5 | 14 | 36 | 58 | −22 | 23  |                                      |
| 14  | Penicilina Iași                | 28 | 8  | 6 | 14 | 24 | 52 | −28 | 22  |                                      |
| 15  | Constructorul Piatra Neamț (R) | 28 | 6  | 6 | 16 | 25 | 66 | −41 | 18  | Retrogradarea în County Championship |
| 16  | Foresta Ciurea (R)             | 0  | 0  | 0 | 0  | 0  | 0  | 0   | 0   | Expelled                             |

1. ↑  Foresta Ciurea s-a retras din campionat după trei etape.

### Seria II
| Loc | Echipa                | MJ | V  | E  | Î  | GM | GP | DG  | Pct | Promovare sau retrogradare           |
| --- | --------------------- | -- | -- | -- | -- | -- | -- | --- | --- | ------------------------------------ |
| 1   | Metalul Plopeni (C)   | 30 | 17 | 11 | 2  | 64 | 13 | +51 | 45  | Calificarea în promotion play-off    |
| 2   | Electronica București | 30 | 18 | 4  | 8  | 70 | 26 | +44 | 40  |                                      |
| 3   | Șoimii Buzău          | 30 | 15 | 9  | 6  | 50 | 26 | +24 | 39  |                                      |
| 4   | Ancora Galați         | 30 | 14 | 6  | 10 | 43 | 32 | +11 | 34  |                                      |
| 5   | Metalul Buzău         | 30 | 14 | 5  | 11 | 43 | 41 | +2  | 33  |                                      |
| 6   | Muncitorul Tecuci     | 30 | 12 | 8  | 10 | 42 | 37 | +5  | 32  |                                      |
| 7   | Petrolistul Boldești  | 30 | 12 | 7  | 11 | 41 | 33 | +8  | 31  |                                      |
| 8   | Metalurgistul Brăila  | 30 | 11 | 9  | 10 | 30 | 32 | −2  | 31  |                                      |
| 9   | Rulmentul Bârlad      | 30 | 14 | 3  | 13 | 39 | 46 | −7  | 31  |                                      |
| 10  | SUT Galați            | 30 | 11 | 8  | 11 | 32 | 33 | −1  | 30  |                                      |
| 11  | Chimia Gheorghiu-Dej  | 30 | 13 | 4  | 13 | 41 | 47 | −6  | 30  |                                      |
| 12  | Gloria CFR Galați     | 30 | 10 | 8  | 12 | 34 | 43 | −9  | 28  |                                      |
| 13  | Unirea Focșani        | 30 | 6  | 10 | 14 | 31 | 48 | −17 | 22  |                                      |
| 14  | Petrolul Berca        | 30 | 9  | 4  | 17 | 30 | 54 | −24 | 22  |                                      |
| 15  | Dunărea Brăila (R)    | 30 | 6  | 6  | 18 | 35 | 60 | −25 | 18  | Retrogradarea în County Championship |
| 16  | Locomotiva Adjud (R)  | 30 | 5  | 4  | 21 | 20 | 74 | −54 | 14  | Retrogradarea în County Championship |

### Seria III
| Loc | Echipa                       | MJ | V  | E  | Î  | GM | GP | DG  | Pct | Promovare sau retrogradare           |
| --- | ---------------------------- | -- | -- | -- | -- | -- | -- | --- | --- | ------------------------------------ |
| 1   | Șantierul Naval Oltenița (C) | 30 | 15 | 11 | 4  | 51 | 21 | +30 | 41  | Calificarea în promotion play-off    |
| 2   | IMU Medgidia                 | 30 | 14 | 9  | 7  | 39 | 18 | +21 | 37  |                                      |
| 3   | Delta Tulcea                 | 30 | 14 | 7  | 9  | 42 | 30 | +12 | 35  |                                      |
| 4   | Cimentul Medgidia            | 30 | 13 | 9  | 8  | 27 | 26 | +1  | 35  |                                      |
| 5   | Celuloza Călărași            | 30 | 13 | 8  | 9  | 44 | 28 | +16 | 34  |                                      |
| 6   | Electrica Constanța          | 30 | 14 | 5  | 11 | 41 | 33 | +8  | 33  |                                      |
| 7   | Laromet București            | 30 | 12 | 8  | 10 | 39 | 34 | +5  | 32  |                                      |
| 8   | Tehnometal București         | 30 | 12 | 7  | 11 | 47 | 34 | +13 | 31  |                                      |
| 9   | Olimpia Giurgiu              | 30 | 11 | 7  | 12 | 28 | 35 | −7  | 29  |                                      |
| 10  | Unirea Mânăstirea            | 30 | 12 | 4  | 14 | 39 | 45 | −6  | 28  |                                      |
| 11  | Petrolul Videle              | 30 | 11 | 6  | 13 | 35 | 47 | −12 | 28  |                                      |
| 12  | Mașini Unelte București      | 30 | 10 | 7  | 13 | 42 | 37 | +5  | 27  |                                      |
| 13  | Marina Mangalia              | 30 | 9  | 9  | 12 | 36 | 41 | −5  | 27  |                                      |
| 14  | Voința București             | 30 | 8  | 11 | 11 | 37 | 44 | −7  | 27  |                                      |
| 15  | ITC Constanța (R)            | 30 | 7  | 13 | 10 | 22 | 30 | −8  | 27  | Retrogradarea în County Championship |
| 16  | ICAB Arcuda (R)              | 30 | 3  | 3  | 24 | 24 | 90 | −66 | 9   | Retrogradarea în County Championship |

### Seria IV
| Loc | Echipa                        | MJ | V  | E  | Î  | GM | GP | DG  | Pct | Promovare sau retrogradare           |
| --- | ----------------------------- | -- | -- | -- | -- | -- | -- | --- | --- | ------------------------------------ |
| 1   | Autobuzul București (C)       | 30 | 18 | 9  | 3  | 57 | 22 | +35 | 45  | Calificarea în promotion play-off    |
| 2   | Comerțul Alexandria           | 30 | 17 | 7  | 6  | 48 | 32 | +16 | 41  |                                      |
| 3   | Sportul Muncitoresc București | 30 | 17 | 6  | 7  | 58 | 32 | +26 | 40  |                                      |
| 4   | IRA Câmpina                   | 30 | 15 | 10 | 5  | 43 | 27 | +16 | 40  |                                      |
| 5   | Carpați Sinaia                | 30 | 15 | 8  | 7  | 51 | 30 | +21 | 38  |                                      |
| 6   | Chimia Turnu Măgurele         | 30 | 12 | 7  | 11 | 44 | 35 | +9  | 31  |                                      |
| 7   | Caraimanul Bușteni            | 30 | 10 | 10 | 10 | 40 | 33 | +7  | 30  |                                      |
| 8   | Flacăra Roșie București       | 30 | 9  | 11 | 10 | 32 | 28 | +4  | 29  |                                      |
| 9   | Prahova Ploiești              | 30 | 9  | 9  | 12 | 44 | 35 | +9  | 27  |                                      |
| 10  | Petrolul Târgoviște           | 30 | 9  | 9  | 12 | 30 | 42 | −12 | 27  |                                      |
| 11  | Progresul Corabia             | 30 | 9  | 8  | 13 | 34 | 55 | −21 | 26  |                                      |
| 12  | Sirena București              | 30 | 8  | 9  | 13 | 31 | 35 | −4  | 25  |                                      |
| 13  | Unirea Drăgășani              | 30 | 10 | 4  | 16 | 33 | 50 | −17 | 24  |                                      |
| 14  | Dacia Pitești                 | 30 | 7  | 9  | 14 | 32 | 48 | −16 | 23  |                                      |
| 15  | Unirea Câmpulung (R)          | 30 | 7  | 7  | 16 | 30 | 51 | −21 | 21  | Retrogradarea în County Championship |
| 16  | Progresul Balș (R)            | 30 | 3  | 7  | 20 | 21 | 63 | −42 | 13  | Retrogradarea în County Championship |

### Seria V
| Loc | Echipa                           | MJ | V  | E | Î  | GM | GP | DG  | Pct | Promovare sau retrogradare           |
| --- | -------------------------------- | -- | -- | - | -- | -- | -- | --- | --- | ------------------------------------ |
| 1   | UM Timișoara (C)                 | 30 | 20 | 4 | 6  | 67 | 18 | +49 | 44  | Calificarea în promotion play-off    |
| 2   | Vulturii Textila Lugoj           | 30 | 17 | 6 | 7  | 87 | 33 | +54 | 40  |                                      |
| 3   | Minerul Lupeni                   | 30 | 14 | 5 | 11 | 59 | 36 | +23 | 33  |                                      |
| 4   | Minerul Bocșa Montană            | 30 | 13 | 7 | 10 | 42 | 38 | +4  | 33  |                                      |
| 5   | Energetica Drobeta-Turnu Severin | 30 | 13 | 6 | 11 | 38 | 50 | −12 | 32  |                                      |
| 6   | Steagul Roșu Plenița             | 30 | 13 | 5 | 12 | 54 | 39 | +15 | 31  |                                      |
| 7   | CFR Caransebeș                   | 30 | 12 | 6 | 12 | 50 | 44 | +6  | 30  |                                      |
| 8   | Victoria Târgu Jiu               | 30 | 13 | 4 | 13 | 43 | 41 | +2  | 30  |                                      |
| 9   | Victoria Caransebeș              | 30 | 11 | 8 | 11 | 34 | 35 | −1  | 30  |                                      |
| 10  | Metalul Topleț                   | 30 | 13 | 3 | 14 | 49 | 70 | −21 | 29  |                                      |
| 11  | Electromotor Timișoara           | 30 | 11 | 6 | 13 | 39 | 53 | −14 | 28  |                                      |
| 12  | Minerul Motru                    | 30 | 12 | 3 | 15 | 31 | 34 | −3  | 27  |                                      |
| 13  | Dunărea Calafat                  | 30 | 10 | 6 | 14 | 41 | 43 | −2  | 26  |                                      |
| 14  | Furnirul Deta                    | 30 | 11 | 4 | 15 | 40 | 52 | −12 | 26  |                                      |
| 15  | Progresul Strehaia (R)           | 30 | 10 | 6 | 14 | 34 | 54 | −20 | 26  | Retrogradarea în County Championship |
| 16  | Unirea Orșova (R)                | 30 | 6  | 3 | 21 | 31 | 99 | −68 | 15  | Retrogradarea în County Championship |

### Seria VI
| Loc | Echipa                         | MJ | V  | E | Î  | GM | GP | DG  | Pct | Promovare sau retrogradare           |
| --- | ------------------------------ | -- | -- | - | -- | -- | -- | --- | --- | ------------------------------------ |
| 1   | Minaur Zlatna (C)              | 30 | 19 | 5 | 6  | 48 | 21 | +27 | 43  | Calificarea în promotion play-off    |
| 2   | Metalul Aiud                   | 30 | 15 | 6 | 9  | 50 | 26 | +24 | 36  |                                      |
| 3   | Victoria Călan                 | 30 | 14 | 5 | 11 | 38 | 31 | +7  | 33  |                                      |
| 4   | Industria Sârmei Câmpia Turzii | 30 | 13 | 5 | 12 | 37 | 27 | +10 | 31  |                                      |
| 5   | Mureșul Deva                   | 30 | 11 | 9 | 10 | 40 | 35 | +5  | 31  |                                      |
| 6   | Minerul Ghelar                 | 30 | 12 | 7 | 11 | 38 | 35 | +3  | 31  |                                      |
| 7   | Independența Sibiu             | 30 | 13 | 5 | 12 | 31 | 32 | −1  | 31  |                                      |
| 8   | Arieșul Câmpia Turzii          | 30 | 12 | 6 | 12 | 34 | 31 | +3  | 30  |                                      |
| 9   | Arieșul Turda                  | 30 | 12 | 6 | 12 | 32 | 34 | −2  | 30  |                                      |
| 10  | Minerul Teliuc                 | 30 | 13 | 4 | 13 | 35 | 40 | −5  | 30  |                                      |
| 11  | Soda Ocna Mureș                | 30 | 12 | 6 | 12 | 32 | 37 | −5  | 30  |                                      |
| 12  | Aurul Brad                     | 30 | 14 | 1 | 15 | 38 | 35 | +3  | 29  |                                      |
| 13  | ASA Sibiu                      | 30 | 10 | 8 | 12 | 26 | 34 | −8  | 28  |                                      |
| 14  | Știința Petroșani              | 30 | 9  | 9 | 12 | 29 | 29 | 0   | 27  |                                      |
| 15  | Tehnofrig Cluj-Napoca (R)      | 30 | 8  | 6 | 16 | 23 | 39 | −16 | 22  | Retrogradarea în County Championship |
| 16  | Minerul Baia de Arieș (R)      | 30 | 7  | 4 | 19 | 24 | 69 | −45 | 18  | Retrogradarea în County Championship |

### Seria VII
| Loc | Echipa                  | MJ | V  | E | Î  | GM | GP | DG  | Pct | Promovare sau retrogradare           |
| --- | ----------------------- | -- | -- | - | -- | -- | -- | --- | --- | ------------------------------------ |
| 1   | Gloria Bistrița (C)     | 30 | 20 | 5 | 5  | 82 | 24 | +58 | 45  | Calificarea în promotion play-off    |
| 2   | Victoria Carei          | 30 | 17 | 7 | 6  | 55 | 24 | +31 | 41  |                                      |
| 3   | CIL Gherla              | 30 | 16 | 7 | 7  | 50 | 35 | +15 | 39  |                                      |
| 4   | CIL Sighetu Marmației   | 30 | 16 | 6 | 8  | 49 | 31 | +18 | 38  |                                      |
| 5   | Dermata Cluj-Napoca     | 30 | 14 | 7 | 9  | 47 | 23 | +24 | 35  |                                      |
| 6   | Someșul Satu Mare       | 30 | 13 | 5 | 12 | 41 | 31 | +10 | 31  |                                      |
| 7   | Unirea Dej              | 30 | 12 | 7 | 11 | 52 | 44 | +8  | 31  |                                      |
| 8   | Chimistul Baia Mare     | 30 | 12 | 7 | 11 | 45 | 41 | +4  | 31  |                                      |
| 9   | Bradul Vișeu de Sus     | 30 | 14 | 2 | 14 | 35 | 48 | −13 | 30  |                                      |
| 10  | Constructorul Baia Mare | 30 | 12 | 4 | 14 | 41 | 47 | −6  | 28  |                                      |
| 11  | Metalul Salonta         | 30 | 9  | 6 | 15 | 25 | 54 | −29 | 24  |                                      |
| 12  | Foresta Năsăud          | 30 | 9  | 5 | 16 | 39 | 53 | −14 | 23  |                                      |
| 13  | Topitorul Baia Mare     | 30 | 10 | 3 | 17 | 39 | 56 | −17 | 23  |                                      |
| 14  | Dinamo Zalău            | 30 | 7  | 8 | 15 | 28 | 52 | −24 | 22  |                                      |
| 15  | Bihoreana Marghita (R)  | 30 | 8  | 5 | 17 | 25 | 49 | −24 | 21  | Retrogradarea în County Championship |
| 16  | Dacia Oradea (R)        | 30 | 6  | 6 | 18 | 23 | 64 | −41 | 18  | Retrogradarea în County Championship |

### Seria VIII
| Loc | Echipa                     | MJ | V  | E | Î  | GM | GP | DG  | Pct | Promovare sau retrogradare           |
| --- | -------------------------- | -- | -- | - | -- | -- | -- | --- | --- | ------------------------------------ |
| 1   | Tractorul Brașov (C)       | 30 | 23 | 4 | 3  | 86 | 16 | +70 | 50  | Calificarea în promotion play-off    |
| 2   | Chimia Făgăraș             | 30 | 20 | 2 | 8  | 65 | 28 | +37 | 42  |                                      |
| 3   | Oltul Sfântu Gheorghe      | 30 | 18 | 5 | 7  | 69 | 24 | +45 | 41  |                                      |
| 4   | Minerul Bălan              | 30 | 14 | 5 | 11 | 36 | 41 | −5  | 33  |                                      |
| 5   | Lemnarul Odorheiu Secuiesc | 30 | 15 | 2 | 13 | 66 | 41 | +25 | 32  |                                      |
| 6   | Metalul Copșa Mică         | 30 | 14 | 4 | 12 | 59 | 47 | +12 | 32  |                                      |
| 7   | Colorom Codlea             | 30 | 13 | 5 | 12 | 47 | 51 | −4  | 31  |                                      |
| 8   | Chimica Târnăveni          | 30 | 14 | 2 | 14 | 48 | 38 | +10 | 30  |                                      |
| 9   | Torpedo Zărnești           | 30 | 12 | 4 | 14 | 40 | 39 | +1  | 28  |                                      |
| 10  | Unirea Cristuru Secuiesc   | 30 | 12 | 4 | 14 | 40 | 53 | −13 | 28  |                                      |
| 11  | Carpați Brașov             | 30 | 10 | 7 | 13 | 32 | 38 | −6  | 27  |                                      |
| 12  | Vitrometan Mediaș          | 30 | 11 | 4 | 15 | 41 | 62 | −21 | 26  |                                      |
| 13  | Chimia Orașul Victoria     | 30 | 10 | 4 | 16 | 38 | 57 | −19 | 24  |                                      |
| 14  | Viitorul Gheorgheni        | 30 | 8  | 6 | 16 | 23 | 67 | −44 | 22  |                                      |
| 15  | Medicina Târgu Mureș (R)   | 30 | 6  | 5 | 19 | 23 | 61 | −38 | 17  | Retrogradarea în County Championship |
| 16  | Avântul Reghin (R)         | 30 | 6  | 5 | 19 | 31 | 81 | −50 | 17  | Retrogradarea în County Championship |

## Promotion play-off

### Grupa I (Brașov)
| Loc | Echipa              | MJ | V | E | Î | GM | GP | DG | Pct | Promovare sau retrogradare |
| --- | ------------------- | -- | - | - | - | -- | -- | -- | --- | -------------------------- |
| 1   | ȘN Oltenița (P)     | 3  | 2 | 1 | 0 | 5  | 1  | +4 | 5   | Promotion to Divizia B     |
| 2   | CFR Pașcani (P)     | 3  | 2 | 1 | 0 | 8  | 5  | +3 | 5   | Promotion to Divizia B     |
| 3   | Metalul Plopeni     | 3  | 0 | 1 | 2 | 4  | 6  | −2 | 1   |                            |
| 4   | Autobuzul București | 3  | 0 | 1 | 2 | 2  | 7  | −5 | 1   |                            |

### Grupa II (Arad)
| Loc | Echipa              | MJ | V | E | Î | GM | GP | DG | Pct | Promovare sau retrogradare |
| --- | ------------------- | -- | - | - | - | -- | -- | -- | --- | -------------------------- |
| 1   | UM Timișoara (P)    | 3  | 1 | 2 | 0 | 5  | 4  | +1 | 4   | Promotion to Divizia B     |
| 2   | Gloria Bistrița (P) | 3  | 1 | 1 | 1 | 5  | 5  | 0  | 3   | Promotion to Divizia B     |
| 3   | Minaur Zlatna       | 3  | 0 | 3 | 0 | 1  | 1  | 0  | 3   |                            |
| 4   | Tractorul Brașov    | 3  | 0 | 2 | 1 | 3  | 4  | −1 | 2   |                            |